# HMS Valhalla (1917)
«Валгалла» (англ. HMS Valhalla) — військовий корабель, лідер ескадрених міноносців «Адміралті» типу «V» Королівського військово-морського флоту Великої Британії за часів Першої світової війни.
«Валгалла» був закладений 8 серпня 1916 року на верфі компанії Cammell Laird у Беркенгеді. 22 травня 1917 року він був спущений на воду, а 31 липня 1917 року увійшов до складу Королівських ВМС Великої Британії.
Після введення в експлуатацію лідер есмінців виконував бойові завдання у внутрішніх водах до кінця Першої світової війни. При реорганізації Королівського флоту корабель очолив 6-ту флотилію есмінців Атлантичного флоту. Наприкінці 1920-х «Валгалла» перевели до резерву у Росайті. У 1931 року лідер ескадрених міноносців «Валгалла» виключили зі списку флоту Великої Британії та списали на брухт.